# To the Rats and Wolves
To the Rats and Wolves — німецький транскор-гурт, заснований у 2012 році.

## Історія
Група, сформована в 2012 році, знаходиться в Німецькому місті Ессен. Їх перший мініальбом був випущений у 2013 році та отримав назву «Young.Used.Wasted». Гурт складається з двох вокалістів (Діксі Ву та Ніко Салах), двох гітаристів (Денні Гулденер і Марк Добрук) та бас-гітариста (Станіслав Цівіл) та барабанщика (Саймон Їлдирим).

## Дискографія

### Мініальбоми
- 2013 — Young.Used.Wasted

### Альбоми
- 2015 — Neverland
- 2016 — Dethroned
- 2019 — Cheap Love

## Учасники гурту
- Діксі Ву — спів;
- Ніко Салах — спів;
- Денні Гюлденер — гітара;
- Марк Добрук — гітара;
- Станіслав Цювіль — бас-гітара;
- Саймон Їлдирим — ударні.